# قائمة الحكام الاستعماريين لويزيانا
هذه قائمة بحكام لويزيانا الاستعماريين، منذ تأسيس أول مستوطنة من قبل الفرنسيين في عام 1699 حتى استحواذ الولايات المتحدة على الإقليم في عام 1803.
أدار الحكام الفرنسيون والإسبان منطقة كانت أكبر بكثير من ولاية لويزيانا الأمريكية الحديثة، التي تضم لويزيانا (فرنسا الجديدة) ولويزيانا (إسبانيا الجديدة) ، على التوالي.
في الوقت نفسه، هناك أجزاء من لويزيانا الحالية كانت تدار تاريخيًا من قبل قوى أوروبية أخرى، وأبرز مثال على ذلك هو المنطقة المعروفة باسم أبرشيات فلوريدا، شمال بحيرة بونتشارترين وشرق نهر المسيسيبي. كانت هذه المنطقة في الأصل جزءًا من لويزيانا الفرنسية، لكنها كانت تحت إدارة مملكة بريطانيا العظمى لمدة عشرين عامًا (1763-1783) بعد الانتصار البريطاني في الحرب الفرنسية والهندية.

## قائمة

### لويزيانا الفرنسية الأولى (1682–1762)
| #  | صورة | الإسم (الميلاد–الوفاة)                      | تولى منصبه | ترك منصبه            |
| -- | ---- | ------------------------------------------- | ---------- | -------------------- |
| 1  |      | سوفول (1671–1701)                           | 1699       | 1701 (مات في المنصب) |
| 2  |      | جان بابتيست لو موين دي بينفيل (1680–1767)   | 1701       | 1713                 |
| 3  |      | أنطوان دي لا موث كاديلاك (1658–1730)        | 1713       | 1716                 |
| 4  |      | جان بابتيست لو موين دي بينفيل (1680–1767)   | 1716       | 1717                 |
| 5  |      | جان ميشيل دي ليبيناي (16??–17??)            | 1717       | 1718                 |
| 6  |      | جان بابتيست لو موين دي بينفيل (1680–1767)   | 1718       | 1724                 |
| 7  |      | بيير دوجوي دي بوابريان (1675–1736)          | 1724       | 1726                 |
| 8  |      | إتيان دي بيرييه (1687–1766)                 | 1726       | 1733                 |
| 9  |      | جان بابتيست لو موين دي بينفيل (1680–1767)   | 1733       | 1743                 |
| 10 |      | بيير دي ريغو من فودريل كافانيال (1698–1778) | 1743       | 1753                 |
| 11 |      | لويس بيلوارت (1704–1770)                    | 1753       | 1763                 |
| 12 |      | جان جاك بليز دابادي (1726–1765)             | 1763       | 1765 (مات في المنصب) |
| 13 |      | تشارلز فيليب أوبري (17??–1770)              | 1765       | 1768                 |

### لويزيانا الإسبانية (1762-1802)
| #  | صورة | الإسم (الميلاد–الوفاة)                                  | تولى المنصب | ترك المنصب |
| -- | ---- | ------------------------------------------------------- | ----------- | ---------- |
| 14 |      | أنطونيو دي أولوا (1716–1795)                            | 1766        | 1768       |
| 15 |      | تشارلز فيليب أوبري (??17–1770)                          | 1768        | 1769       |
| 16 |      | أليخاندرو أورايلي (1722–1794)                           | 1769        | 1769       |
| 17 |      | لويس دي أونزاغا (1721–1790)                             | 1770        | 1777       |
| 18 |      | برناردو دي غالفيز، الفيكونت الأول لغالفستون (1746–1786) | 1777        | 1785       |
| 19 |      | إستيبان رودريغيز ميرو (1744–1795)                       | 1785        | 1791       |
| 20 |      | فرانسيسكو لويس هيكتور دي كارونديليت (1748–1807)         | 1791        | 1797       |
| 21 |      | مانويل جايوسو دي ليموس (1747–1799)                      | 1797        | 1799       |
| 22 |      | فرانسيسكو بوليني (1736–1800)                            | 1799        | 1799       |
| 23 |      | سيباستيان كالفو دي لا بويرتا وأوفاريل (1751–1820)       | 1799        | 1801       |
| 24 |      | نيكولاس ماريا فيدال (1739–1806)                         | 1799        | 1801       |
| 25 |      | خوان مانويل دي سالسيدو (1743–??18)                      | 1801        | 1803       |

### لويزيانا الفرنسية الثانية (1802-1804)
| # | صورة | الإسم (الوفاة–الميلاد)              | تولى المنصب | ترك المنصب |
| - | ---- | ----------------------------------- | ----------- | ---------- |
| – |      | بيير كليمان دي لاوسات** (1756–1835) | 1803        | 1803       |

- - كان لاوسات في البداية فقط الرئيس المؤقت للويزيانا حتى وصول الحاكم العام جان بابتيست برنادوت الذي عينه نابليون. ومع ذلك، وصلت أخبار بيع لويزيانا برنادوت قبل أن يتمكن من الإبحار من لاروشيل في مايو 180.